# ردیلی
ردیلی (انگلیسی: Readly) شرکت فناوری اطلاعات سوئدی است، که در سال ۲۰۱۲ تأسیس شد.